# Soprana
Soprana – miejscowość i gmina we Włoszech, w regionie Piemont, w prowincji Biella.
Według danych na styczeń 2009 gminę zamieszkiwało 775 osób przy gęstości zaludnienia 140,9 os./1 km².